# 超人家族一家和樂！？
《超人家族一家和樂！？》於2007年2月在電撃文庫出版，第13回電撃小説大賞金賞作品，作者為橋本和也，插畫師為鯊魚小判。

## 故事
星弓家兄弟姊妹都有別與一般人特殊能力。守護世界和平，捲入世界危機已經成為家常便飯，無論願不願意，麻煩總會找上門。但這不是常見的超人故事，而是溫馨的親情故事。

## 登場人物

### 主人翁
星弓 軋人（ほしゆみ きしと）　“冒涜”
本作的主角。星弓家長男。高校2年生、17歲。
星弓 美智乃（ほしゆみ みちの）　“祝福”
星弓家四女。高校1年生、16歳。能把傷勢痊癒療的回復魔法使。同時是用槍好手。
柚島 香奈子（ゆずしま かなこ）
本作的女主角。和美智乃一樣是回復魔法使。

### 星弓家
星弓 彩美（ほしゆみ あやみ）　“災魔”
星弓家長女，25歳。獨身。喜歡酒。
星弓 七美（ほしゆみ ななみ）　“超越”
星弓家次女，19歳。
星弓 軋奈（ほしゆみ きしな）　“創生”
星弓家三女。軋人的雙子妹妹。
星弓 刻人（ほしゆみ こくと）　“破壞”
星弓家次男。14歳。
星弓 志乃（ほしゆみ しの）　“前公主”
軋人等人的母親。本名希儂‧亞達爾罕特。真实身份是异世界的大国「聖亞達爾罕特王國」的大公主。
星弓 耕作（ほしゆみ こうさく）　“前勇者”
軋人等人的父親。45歳。在高校2年級時被召喚到異世界，打到魔王的過去。

### 鶴見家
鶴見 啓吾（つるみ けいご）
鶴見家長男，14歳。和刻人是同級生。
鶴見 正志（つるみ まさし）
鶴見家次男，10歲。有著和刻人相似的能力。非常尊敬身為邪惡首領時的爸爸。與軋人關係不錯。
鶴見 銀子（つるみ ぎんこ）
鶴見家長女。和七美的強大是同一個等級。
鶴見 修平（つるみ しゅうへい）
邪惡組織・緋紅死亡之路的前首領。
鶴見 優子（つるみ ゆうこ）
邪惡組織・緋紅死亡之路的前將軍。

### 其他
艾露娜‧修塔魯敏特（エルナ）
3卷登場人物。20歲，與志乃源於同一個世界的異世界人，曾與當時是勇者的耕作一起旅行。
拉斯特拉教的僧侶，轉移魔法的研究者。在研究時失控而來到25年後的現在。
脩達爾克‧丘霍克（シュウ）
4卷登場人物。彩美高中時代所認識的異世界人。是該世界的某國騎士團團長。通稱「脩」。
瀬玖 竜助（せく りゅうすけ）
4卷登場人物。脩的協力者。
佐伊木　愛華（さいき　まなか）
4卷登場人物。脩的協力者。
星弓大三郎
5卷登場人物。耕作的父親，軋人六姊弟的祖父。
海滕 軍司
5卷登場人物。大三郎雇用的僕人（或可稱管家）。實際上是與志乃同一世界的人，任務是帶志乃回國。
瀧本 秀一
於『擊退惡徒需要多少卡路里？』中登場。一年A班的班長，品行端正，成績優秀的學生，實際上是一群不良分子的老大。
大迫 等
於『星星王子』中登場。柚島的同班同學。在班上被同學欺負，其後以『病假』之名足不出戶。與軋人一樣是『鬥樂天女』的玩家。
北川
於『星星王子』中登場。帶頭欺負大迫的學生。
三崎 孝弘
於『星星王子』中登場。一年B班的班導。45歲於四月開始就任。
土倉 考之
於『刃的去向』中登場。與軋人就讀同一間國中。不良組織首領，能使用與風有關的能力。
佐野 榮介
於『刃的去向』中登場。十四、五歲的染金髮少年，個子高，有一個帶病的妹妹。
佐野 鶇
於『刃的去向』中登場。佐野 榮介的妹妹。
青之宮 權薩
於『大邪神之夜』中登場。約五十多歲，青之宮家的大當家，同時是青華學園的理事長。
青之宮 貴成
於『大邪神之夜』中登場。約四十歲，權薩的弟。
青之宮 咲
於『大邪神之夜』中登場。七美的國中同學。

## 小說一覽
| 出版 順序        | 日文標題                                                             | 中文翻譯                                | ISBN（日）          | ISBN（中）         | 出版日（日）   | 出版日（中）   |
| ---------------- | -------------------------------------------------------------------- | --------------------------------------- | ------------------- | ------------------ | -------------- | -------------- |
| 第1集            | 世界平和は一家団欒のあとに                                           | 超人家族一家和樂！？                    | ISBN 9784840237161  | ISBN 9789861747873 | 2007年2月10日  | 2008年8月29日  |
| 第2集            | 世界平和は一家団欒のあとに（2） 拝啓、悪の大首領さま                 | 超人家族一家和樂！？2邪惡的大首領敬啟   | ISBN 9784840238878  | ISBN 9789861748917 | 2007年6月9日   | 2008年11月12日 |
| 第3集            | 世界平和は一家団欒のあとに（3） 父、帰る                             | 超人家族一家和樂！？3 父親歸來          | ISBN 9784840239776  | ISBN 9789862370391 | 2007年9月10日  | 2009年3月24日  |
| 第4集            | 世界平和は一家団欒のあとに（4） ディア・マイ・リトルリトル・シスター | 超人家族一家和樂！？4 我親愛的小小姊姊  | ISBN 9784048670227  | ISBN 9789862373958 | 2008年4月10日  | 2009年11月12日 |
| 第5集            | 世界平和は一家団欒のあとに（5） 追いかけてマイダーリン               | 超人家族一家和樂！？5 追回我的達令      | ISBN 9784048671378  | ISBN 9789862377628 | 2008年7月10日  | 2010年7月17日  |
| 第6集            | 世界平和は一家団欒のあとに（6） 星弓さんちの非日常                   | 超人家族一家和樂!? 6 星弓家的非日常生活 | ISBN 9784048674287  | ISBN 9789862379134 | 2008年12月10日 | 2010年11月13日 |
| 第7集            | 世界平和は一家団欒のあとに（7） ラナウェイキャット                   |                                         | ISBN 9784048677684  |                    | 2009年4月10日  |                |
| 第8集            | 世界平和は一家団欒のあとに（8） 恋する休日                           |                                         | ISBN 978-4048679435 |                    | 2009年8月10日  |                |
| 第9集            | 世界平和は一家団欒のあとに（9） 宇宙蛍                               |                                         | ISBN 978-4048683364 |                    | 2010年2月10日  |                |
| 第10集（完結篇） | 世界平和は一家団欒のあとに（10）リトルワールド                       |                                         | ISBN 978-4048686044 |                    | 2010年6月10日  |                |